# Lónsbakki í Hörgárbyggð
Lónsbakki í Hörgárbyggð ist eine Siedlung im Nordosten von Island.
Sie liegt an der Ringstraße  knapp 1 km nordwestlich von Akureyri.
Lónsbakki liegt in der Gemeinde Hörgársveit, die 780 Einwohner hat (Stand 1. Januar 2023).
In der Siedlung lebten davon 94 Menschen.
Die einzige andere Ansiedlung in der Gemeinde ist Hjalteyri.
Der Bach, an dem die Siedlung liegt, heißt Lónið und fließt direkt in den Eyjafjörður. 
Bakki  ist das isländische Wort für Flussufer. 